# Яндекс.Директ
Яндекс. Директ — заборонена в Україні система контекстної реклами на сторінках Яндекса і на сайтах-учасниках рекламної мережі Яндекса. На Яндексі також доступні й інші види контекстної реклами, наприклад, медійний контекстний банер чи Яндекс.Маркет, які можна використовувати одночасно з Директом.

### Блокування
Після заборони деяких російських ресурсів в червні 2017 є забороненим і заблокованим для користувачів з України. Після блокування російська компанія надіслала користувачам повідомлення про блокування рахунків українських користувачів із всіма коштами на них, пояснюючи це «нездоланними обставинами». Рахунки користувачів були заблоковані в системі і гроші з них списані.

## Аудиторія
Станом на березень 2013 року сукупна аудиторія рекламної мережі Яндекса склала 34 млн, з них приблизно 6 млн працювало в Україні.

## Можливості
- перегляд статистики пошукових запитів за місяць, як загальної так і по регіонам світу;
- вибір запитів, при котрих показуватиметься рекламне оголошення;
- можливість скласти рекламний текст;
- геотаргетинг — можливість вибрати країну та/або місто, де мешкає потенційний покупець;
- керувати своєю рекламою на сторінках результатів пошуку Яндекса.

Власники сайтів можуть вільно під'єднатись до рекламної мережі Яндекс. Директ.

## Оплата
Оплата здійснюється за клік на оголошення, а не за його показ. Причому, користувач сам визначає ціну, за котрою готовий оплачувати кліки, але не менше 0,081 грн (з урахуванням ПДВ). Мінімальний обсяг замовлення на 1 рекламну кампанію — 10 у.о. (8,1 грн з урахуванням ПДВ).
Знижки на Директі розраховуються автоматично від сукупного обсягу послуг, наданих і оплачених клієнтом протягом останніх 12 місяців до моменту виставлення рахунку. Знижки є накопичувальними, тобто досягши певної межі відпускна ціна зменшується. Докладніше про розмір знижок написано на сторінці про політику знижок Яндекса.
Рекламні агенції не надають знижок на контекстну рекламу в Яндекс. Директі, тому будь-які пропозиції оплатити Директ зі знижкою свідомо недобросовісні.

## Історія
«Директ» у 2001 році став першим сервісом пошукової реклами в російськомовному інтернеті, тим часом як конкуренти — AdWords і Begun з'явилися в цьому сегменті інтернету лише у 2002 році.
У 2006 році відкрилось вільне прийняття рекламних майданчиків через Рекламну мережу Яндекса.
Служба підтримки клієнтів Яндекс. Директу діє в Україні з 2006 року.